# Julio Hernán Rossi
Julio Hernán Rossi (Mar del Plata, 22 febbraio 1977) è un ex calciatore argentino, di ruolo attaccante.